# أحمد عباس الأزهري
أحمد عباس الأزهري (1853- 1926 م) من علماء الفقه الشرعي بالعهد العثماني، شاعر ومؤلف، ومؤسس الكلية الإسلامية في بيروت. كان مرجعًا للأديب المعلِّم بطرس البستاني في اللغة العربية. 

## سيرته
ولد الشيخ أحمد عباس الأزهري في بسطة بيروت العليا سنة 1853 م، درس في المدرسة الشيخ حسن البنا ‹الرشيدية›، ثم انتقل إلى القاهرة حيث منزل جده والد أمه سليمان الأزهري، ليلتحق بجامعة الأزهر وتخرَّج فيها سنة 1874. وبعد عودته إلى بيروت التحقَ بالمدرسة الوطنية، معلمًا لمناهج الفكر الإسلامي، وفي سنة 1877 تفرَّغ للبحث والتأليف، وكتابة الشعر إضافة إلى بعض الأعمال التجارية الحرَّة. 
ثم عاد للتدريس سنة 1880 في المدرسة الداودية، وعين مديرًا للتعليم في كلية جمعية المقاصد الخيرية الإسلامية سنة 1881، وفي سنة 1882 أُسِّست الكلية العسكرية الرشيدية، التي عُرفت بحوض الولاية لاحقًا، فتولى إدارة التعليم الديني واللغوي فيها، إضافة إلى عمله بالمقاصد حتى سنة 1886، حين أسس المكتبة العثمانية وتفرَّغ لإدارتها. 
وفي سنة 1895 أسس المدرسة العثمانية بالاشتراك مع الشيخ عبد القادر مصطفى قباني، وقد تعرَّضت للإغلاق سنة 1913؛ بسبب الحرب العالمية الأولى، ونفى الشيخَ أحمد الأزهري الاتحاديون الأتراك إلى إسطنبول، بعد اتهامه بالتحريض على الباب العالي، وبعد انتهاء الحرب المذكورة عاد الأزهري إلى بيروت، وافتتح مدرسته باسم جديد وهو ‹الكلية العلمية الإسلامية›، وأضحَت من أشهر كليات بيروت. 
عمل عددٌ كبير من أقربائه وأحفاده في تدريس العلوم الدينية واللغة العربية في بيروت، في جمعية المقاصد الخيرية الإسلامية. وقد أُطلق اسمه على شارع في بيروت لا يزال قائمًا حتى اليوم.

## تلاميذه
- محمود تقي الدين

## آثاره
له الكثير من القصائد الشعرية، أهمُّها (جامع النفحات القدسية). 

## وفاته
توفي أحمد عباس الأزهري سنة 1926م.